# Синяк італійський
Синяк італійський (Echium italicum) — вид рослин з родини шорстколисті (Boraginaceae), поширений у Європі й Азії.

## Опис
Дворічна волохата рослина, заввишки 50–150 см. Стеблина поодинока, пряма. Листки світло-зелені, ланцетні, завдовжки 5–20 см, найнижчі в розетці, інші чергові. Квітки симетричні; чашечка завдовжки 5–7 мм, щетиниста, часточки ланцетні; віночок від блідо-фіолетового до білого, трубчасто-воронкоподібний, довжиною ≈ 10–12 мм. Плід жовтуватий, бородавчастий

## Поширення
Поширений у південній, південно-східній і центральній Європі, західній і середній Азії.